# Chrabrowo (Rosja)
Chrabrowo – osiedle typu wiejskiego w rejonie gurjewskim obwodu królewieckiego Federacji Rosyjskiej, pasażerski port lotniczy Królewca.
Dawna nazwa Powunden wywodziła się z języka staropruskiego i oznaczała miejsce położone nad wodą. Wieś powstała przypuszczalnie jeszcze w XIII na terenie zamieszkiwanym przez Prusów w płn.-wsch. części półwyspu sambijskiego, 24 km od Królewca, w pobliżu Zalewu Kurońskiego. Należała do biskupów sambijskich, którzy w 2 ćwierci XIV wznieśli tu jeden ze swoich zamków, zapewne staraniem Jana Clare. Było to koliste założenie obronne o średnicy 35 m, podobnie jak krzyżacki zamek w niedalekich Szakach (niem. Schaaken). Jego upadek rozpoczął się już w 2 poł. XV, budynek główny rozebrano w 1584, mury obwodowe w 1870.
Kościół parafialny św. Barbary, oddalony ok. 1 km od wsi, wzmiankowany po raz pierwszy w 1325. Powstał w latach około 1325-1350 (korpus), po połowie XIV wzniesiono prezbiterium. Jest kamienno-ceglaną gotycką jednonawową budowlą z węższym i niższym, prosto zamkniętym prezbiterium z ozdobnym szczytem i z wieżą od zachodu. Długość wnętrza wynosi 35 m. W końcu XIV wieku otrzymał bogate sklepienie gwiaździste, wsparte na przyporach wciągniętych do wewnątrz i podwyższono wieżę, zwieńczoną strzelistym hełmem. Od 1525 był ewangelicki. Przed 1945 w kościele były widoczne słabo zachowane malowidła ścienne z lat około 1370–1380 (postacie świętych), odkryte w 1924. W dawnej XV-wiecznej szafie ołtarzowej znajdowały się figury śś. Marii Magdaleny, Barbary i Elżbiety. Bogato rzeźbiony barokowy ołtarz i ambona (krąg Johanna Christopha Doebla) pochodziły z początku XVIII wieku. Wzmiankowano zdobione empory z lat 1599 i 1610, obraz Sądu Ostatecznego z ok. 1600, płyty nagrobne z XVII–XVIII wieku i organy z 1883. Po 1945 kościół był użytkowany jako klub, później, w latach 70. XX uległ daleko idącej dewastacji. Zachowane mury obwodowe bez dachów i sklepień.
W pobliżu znajdował się majątek ziemski Karmitten (wcześniej Carmitten), obecnie ros. Otradnoje (Отрадное), przed II wojną światową słynący z osiągnięć w hodowli bydła (właścicielem był Waldemar Sehmer). Wzorowo rozwiązane było tamtejsze osiedle robotnicze.
Nieopodal położony jest port lotniczy Kaliningradu o tej samej nazwie.